# Неудачинский сельсовет
Неудачинский сельсовет — сельское поселение в Татарском районе Новосибирской области Российской Федерации.
Административный центр — деревня Неудачино.

## История
Статус и границы сельского поселения установлены Законом Новосибирской области от 2 июня 2004 года № 200-ОЗ «О статусе и границах муниципальных образований Новосибирской области»

## Население
| 2002 | 2010 | 2012 | 2013 | 2014 | 2015 | 2016 |
| ---- | ---- | ---- | ---- | ---- | ---- | ---- |
| 536  | ↘480 | ↗481 | ↘470 | ↘463 | →463 | ↗481 |
| 2017 | 2018 | 2019 | 2020 | 2021 |      |      |
| ↘479 | ↘476 | ↘468 | ↘447 | ↘442 |      |      |

## Состав сельского поселения
| № | Населённый пункт | Тип населённого пункта          | Население |
| - | ---------------- | ------------------------------- | --------- |
| 1 | 2850 км          | населённый пункт                | ↘6        |
| 2 | Неудачино        | деревня, административный центр | ↘474      |